# Strejnicu
Strejnicu es una localidad rumana del municipio de Târgșoru Vechi, perteneciente al condado de Prahova.

## Historia
Hacia 1893, el lugar, perteneciente al condado de Prahova, tenía contabilizada una población de 895 habitantes. Hacia comienzos del siglo XX la población alcanzaba los 951 habitantes. En la localidad se encuentra la sede del gobierno local.